# Records d'Amérique du Nord, d'Amérique centrale et des Caraïbes d'athlétisme
Les records d'Amérique du Nord, d'Amérique centrale et des Caraïbes d'athlétisme sont les meilleures performances réalisées par des athlètes de pays membres de l'Association d'Amérique du Nord, d'Amérique centrale et des Caraïbes d'athlétisme (NACAC), sous la tutelle de World Athletics.

## Records d'Amérique du Nord, d'Amérique centrale et des Caraïbes

### Hommes
| Discipline        | Performance | Athlète                                                              | Compétition               | Lieu                | Date              | Réf.   |
| ----------------- | --- | -------------------------------------------------------------------- | ------------------------- | ------------------- | ----------------- | ------ |
| 100 m             | 9 s 58 (+ 0,9 m/s) (WR) | Usain Bolt                                                           | Championnats du monde     | Berlin              | 16 août 2009      | [ 1 ]  |
| 200 m             | 19 s 19 (-0,3 m/s) (WR) | Usain Bolt                                                           | Championnats du monde     | Berlin              | 20 août 2009      | [ 2 ]  |
| 400 m             | 43 s 18 | Michael Johnson                                                      | Championnats du monde     | Séville             | 26 août 1999      |        |
| 800 m             | 1 min 41 s 20 | Marco Arop                                                           | Jeux olympiques           | Paris               | 10 août 2024      |        |
| 1 500 m           | 3 min 29 s 02 | Yared Nuguse                                                         | Bislett Games             | Oslo                | 15 juin 2023      |        |
| Mile              | 3 min 43 s 97 | Yared Nuguse                                                         | Prefontaine Classic       | Eugene              | 16 septembre 2023 | [ 3 ]  |
| 3 000 m           | 7 min 25 s 47 | Grant Fisher                                                         | Prefontaine Classic       | Eugene              | 17 septembre 2023 | [ 4 ]  |
| 5 000 m           | 12 min 46 s 96 | Grant Fisher                                                         | Mémorial Van Damme        | Bruxelles           | 2 septembre 2022  |        |
| 10 000 m          | 26 min 33 s 84 | Grant Fisher                                                         | Sound Running The Ten     | San Juan Capistrano | 6 mars 2022       | [ 5 ]  |
| Semi-marathon     | 59 min 43 s | Ryan Hall                                                            |                           | Houston             | 14 janvier 2007   |        |
| Marathon          | 2 h 05 min 36 s | Cameron Levins                                                       | Marathon de Tokyo         | Tokyo               | 5 mars 2023       | [ 6 ]  |
| 100 km            | 6 h 09 min 26 s | Jim Walmsley                                                         |                           | Chandler            | 23 janvier 2021   | [ 7 ]  |
| 110 m haies       | 12 s 80 (+0,3 m/s) (WR) | Aries Merritt                                                        | Mémorial Van Damme        | Bruxelles           | 8 septembre 2012  | [ 8 ]  |
| 400 m haies       | 46 s 17 | Rai Benjamin                                                         | Jeux olympiques           | Tokyo               | 3 août 2021       | [ 9 ]  |
| 3 000 m steeple   | 8 min 00 s 45 | Evan Jager                                                           | Meeting Areva             | Saint-Denis         | 4 juillet 2015    |        |
| Saut en hauteur   | 2,45 m (WR) | Javier Sotomayor                                                     |                           | Salamanque          | 27 juillet 1993   |        |
| Saut à la perche  | 6,07 m | KC Lightfoot                                                         | Music City Track Carnival | Nashville           | 2 juin 2023       | [ 10 ] |
| Saut en longueur  | 8,95 m (+0,3 m/s) (WR) | Mike Powell                                                          | Championnats du monde     | Tokyo               | 30 août 1991      |        |
| Triple saut       | 18,21 m (+0,2 m/s) | Christian Taylor                                                     | Championnats du monde     | Pékin               | 27 août 2015      |        |
| Lancer du poids   | 23,56 m (WR) | Ryan Crouser                                                         |                           | Los Angeles         | 27 mai 2023       | [ 11 ] |
| Lancer du disque  | 71,32 m | Ben Plucknett                                                        | Prefontaine Classic       | Eugene              | 4 juin 1983       | [ 12 ] |
| Lancer du marteau | 84,38 m | Ethan Katzberg                                                       | Kip Keino Classic         | Nairobi             | 20 avril 2024     | [ 13 ] |
| Lancer du javelot | 93,07 m | Anderson Peters                                                      | Doha Diamond League       | Doha                | 13 mai 2022       | [ 14 ] |
| Décathlon         | 9 045 pts | Ashton Eaton                                                         | Championnats du monde     | Pékin               | 29 août 2015      | [ 15 ] |
| Décathlon         | 10 s 23 (-0,4 m/s) (100 m), 7,88 m (0,0 m/s) (longueur), 14,52 m (poids), 2,01 m (hauteur), 45 s 00 (400 m) / 13 s 69 (-0,2 m/s) (110 m haies), 43,34 m (disque), 5,20 m (perche), 63,63 m (javelot), 4 min 17 s 52 min (1 500 m) |                                                                      |                           |                     |                   |        |
| 20 km marche      | 1 h 17 min 46 s | Julio René Martínez                                                  | Oder-Neisse Grand Prix    | Eisenhüttenstadt    | 8 mai 1999        |        |
| 35 km marche      | 2 h 25 min 02 s | Evan Dunfee                                                          | Championnats du monde     | Eugene              | 24 juillet 2022   | [ 16 ] |
| 50 km marche      | 3 h 41 min 09 s | Erick Barrondo                                                       |                           | Dudince             | 23 mars 2013      |        |
| 4 × 100 m         | 36 s 84 (WR) | Jamaïque Nesta Carter Michael Frater Yohan Blake Usain Bolt          | Jeux olympiques           | Londres             | 11 août 2012      |        |
| 4 × 200 m         | 1 min 18 s 63 (WR) | Nickel Ashmeade Warren Weir Jermaine Brown Yohan Blake               | Relais mondiaux de l'IAAF | Nassau              | 24 mai 2014       | [ 17 ] |
| 4 × 400 m         | 2 min 54 s 29 (WR) | États-Unis Andrew Valmon Quincy Watts Butch Reynolds Michael Johnson | Championnats du monde     | Stuttgart           | 22 août 1993      |        |

### Femmes
| Discipline        | Performance | Athlète                                                                                 | Compétition                             | Lieu                | Date                        | Réf.   |
| ----------------- | --- | --------------------------------------------------------------------------------------- | --------------------------------------- | ------------------- | --------------------------- | ------ |
| 100 m             | 10 s 49 (0,0 m/s) (WR) | Florence Griffith-Joyner                                                                | Sélections olympiques américaines       | Indianapolis        | 16 juillet 1988             |        |
| 200 m             | 21 s 34 (+ 1,3 m/s) (WR) | Florence Griffith-Joyner                                                                | Jeux olympiques                         | Séoul               | 29 septembre 1988           |        |
| 400 m             | 48 s 36 | Shaunae Miller-Uibo                                                                     | Jeux olympiques                         | Tokyo               | 6 août 2021                 | [ 18 ] |
| 800 m             | 1 min 54 s 44 | Ana Fidelia Quirot                                                                      | Coupe du monde des nations              | Barcelone           | 9 septembre 1989            |        |
| 1 000 m           | 2 min 31 s 80 | Regina Jacobs                                                                           |                                         | Brunswick           | 3 juillet 1999              |        |
| 1 500 m           | 3 min 54 s 99 | Shelby Houlihan                                                                         | Championnats du monde                   | Doha                | 5 octobre 2019              | [ 19 ] |
| Mile              | 4 min 16 s 35 | Nikki Hiltz                                                                             | Herculis                                | Monaco              | 21 juillet 2023             | [ 20 ] |
| 2 000 m           | 5 min 32 s 7 | Mary Decker                                                                             |                                         | Eugene              | 3 août 1984                 |        |
| 3 000 m           | 8 min 20 s 87 | Elle St. Pierre                                                                         | Championnats du monde en salle          | Glasgow             | 2 mars 2024                 | [ 21 ] |
| 5 000 m           | 14 min 19 s 45 | Alicia Monson                                                                           |                                         | Portland            | 23 juillet 2023             | [ 22 ] |
| 10 000 m          | 30 min 03 s 82 | Alicia Monson                                                                           | The TEN                                 | San Juan Capistrano | 4 mars 2023                 | [ 23 ] |
| 5 km              | 14 min 50 s | Molly Huddle                                                                            | B.A.A.                                  | Boston              | 18 avril 2015               | [ 24 ] |
| 10 km             | 30 min 52 s | Shalane Flanagan                                                                        | B.A.A.                                  | Boston              | 26 juin 2016                | [ 25 ] |
| Semi-marathon     | 1 h 6 min 25 s | Weini Kelati                                                                            | Semi-marathon de Houston                | Houston             | 14 janvier 2024             | [ 26 ] |
| Marathon          | 2 h 18 min 29 s | Emily Sisson                                                                            | Marathon de Chicago                     | Chicago             | 9 octobre 2022              | [ 27 ] |
| 100 km            | 7 h 00 min 48 s | Ann Trason                                                                              | Championnats du monde du 100 kilomètres | Winschoten          | 16 septembre 1995           |        |
| 3 000 m steeple   | 8 min 57 s 77 | Courtney Frerichs                                                                       | Prefontaine Classic                     | Eugene              | 21 août 2021                | .      |
| 100 m haies       | 12 s 20 (+ 0,3 m/s) (WR) | Kendra Harrison                                                                         | London Grand Prix                       | Londres             | 22 juillet 2016             | [ 29 ] |
| 400 m haies       | 50 s 65 (WR) | Sydney McLaughlin                                                                       | Sélections olympiques américaines       | Eugene              | 30 juin 2024                | [ 30 ] |
| Saut en hauteur   | 2,05 m | Chaunté Howard-Lowe                                                                     | Championnats des États-Unis             | Des Moines          | 26 juin 2010                | [ 31 ] |
| Saut à la perche  | 5,02 m (i) | Jennifer Suhr                                                                           | Championnats des États-Unis en salle    | Albuquerque         | 2 mars 2013                 | [ 32 ] |
| Saut en longueur  | 7,49 m (+ 1,3 m/s) 7,49 m (+ 1,7 m/s) | Jackie Joyner-Kersee                                                                    | New York Games -                        | New York Sestrières | 22 mai 1994 31 juillet 1994 |        |
| Triple saut       | 15,29 m (+0,3 m/s) | Yamilé Aldama                                                                           |                                         | Rome                | 11 juillet 2003             | [ 33 ] |
| Lancer du poids   | 20,96 m | Belsy Laza                                                                              |                                         | Mexico              | 2 mai 1992                  |        |
| Lancer du disque  | 73,09 m | Yaimé Pérez                                                                             | Oklahoma Throws Series                  | Ramona              | 13 avril 2024               | [ 34 ] |
| Lancer du marteau | 80,31 m | DeAnna Price                                                                            | Sélections olympiques américaines       | Eugene              | 26 juin 2021                | [ 35 ] |
| Lancer du javelot | 71,70 m | Olisdeilys Menéndez                                                                     | Championnats du monde                   | Helsinki            | 14 août 2005                |        |
| Heptathlon        | 7 291 points (WR) | Jackie Joyner-Kersee                                                                    | Jeux olympiques                         | Séoul               | 24 septembre 1988           |        |
| Heptathlon        | 12 s 69 (+ 0,5 m/s) (100 m haies), 1,86 m (hauteur), 15,80 m (poids), 22 s 56 (+ 1,6 m/s) (200 m)/ 7,27 m (- 1,3 m/s) (longueur), 45,66 m (javelot), 2 min 08 s 51 (800 m)                                                     |                                                                                         |                                         |                     |                             |        |
| Décathlon         | 7 064 points | Breanna Eveland                                                                         |                                         | Columbia            | 14 avril 2006               |        |
| Décathlon         | 13 s 05 (+1,5 m/s) (100 m), 40,37 m (disque), 4,30 m (perche), 36,72 m (javelot), 62 s 85 (400 m) / 15 s 04 (+0,5 m/s) (100 m haies), 5,30 m (+0,7 m/s) (longueur), 11,66 m (poids), 1,50 m (hauteur), 5 min 36 s 66 (1 500 m) |                                                                                         |                                         |                     |                             |        |
| 10 000 m marche   | 44 min 13 s 88 | Alegna González                                                                         | Championnats du monde juniors           | Tampere             | 14 juillet 2018             | [ 36 ] |
| 20 000 m marche   | 1 h 31 min 53 s 72 | Mirna Ortiz                                                                             |                                         | Guatemala           | 8 août 2014                 | [ 37 ] |
| 20 km marche      | 1 h 26 min 17 s | María Guadalupe González                                                                | Championnats du monde par équipes       | Rome                | 7 mai 2016                  | [ 38 ] |
| 35 km marche      | 2 h 49 min 29 s | Robyn Stevens                                                                           | Dudinska 50                             | Dudince             | 23 avril 2022               | [ 39 ] |
| 50 km marche      | 4 h 13 min 56 s | Mirna Ortíz                                                                             |                                         | Guatemala           | 24 février 2019             | [ 40 ] |
| 4 × 100 m         | 40 s 82 (WR) | États-Unis Tianna Madison Allyson Felix Bianca Knight Carmelita Jeter                   | Jeux olympiques                         | Londres             | 10 août 2012                | [ 41 ] |
| 4 × 200 m         | 1 min 27 s 46 | États-Unis LaTasha Jenkins LaTasha Colander Nanceen Perry Marion Jones                  | Penn Relays                             | Philadelphie        | 29 avril 2000               |        |
| 4 × 400 m         | 3 min 15 s 51 | États-Unis Denean Howard-Hill Diane Dixon Valerie Brisco-Hooks Florence Griffith-Joyner | Jeux olympiques                         | Séoul               | 1er octobre 1988            |        |
| 4 × 800 m         | 8 min 00 s 62 | États-Unis Chanelle Price Maggie Vessey Molly Beckwith-Ludlow Alysia Johnson Montano    | Relais mondiaux de l'IAAF               | Nassau              | 3 mai 2015                  |        |
| 4 × 1 500 m       | 16 min 55 s 33 | États-Unis Heather Kampf Katie Mackey Kate Grace Brenda Martinez                        | Relais mondiaux de l'IAAF               | Nassau              | 24 mai 2014                 | [ 42 ] |

### Mixte
| Discipline | Performance       | Athlète                                                               | Compétition           | Lieu     | Date         | Réf.   |
| ---------- | ----------------- | --------------------------------------------------------------------- | --------------------- | -------- | ------------ | ------ |
| 4 × 400 m  | 3 min 8 s 80 (WR) | États-Unis Justin Robinson Rosey Effiong Matthew Boling Alexis Holmes | Championnats du monde | Budapest | 19 août 2023 | [ 43 ] |

## Records d'Amérique du Nord, d'Amérique centrale et des Caraïbes en salle

### Hommes
| Discipline       | Performance | Athlète                                                                        | Compétition                                   | Lieu            | Date            | Réf.   |
| ---------------- | --- | ------------------------------------------------------------------------------ | --------------------------------------------- | --------------- | --------------- | ------ |
| 50 m             | 5 s 56 | Donovan Bailey                                                                 |                                               | Reno            | 9 février 1996  |        |
| 50 m             | 5 s 56 | Maurice Greene                                                                 |                                               | Los Angeles     | 12 février 1999 |        |
| 60 m             | 6 s 34 (WR) | Christian Coleman                                                              |                                               | Albuquerque     | 18 février 2018 |        |
| 200 m            | 20 s 02 | Elijah Hall-Thompson                                                           | Championnats NCAA en salle                    | College Station | 10 mars 2018    |        |
| 400 m            | 44 s 52 | Michael Norman                                                                 | Championnats NCAA en salle                    | College Station | 10 mars 2018    | [ 44 ] |
| 800 m            | 1 min 44 s 21 | Donavan Brazier                                                                | New Balance Indoor Grand Prix                 | New York        | 13 février 2021 | [ 45 ] |
| 1 000 m          | 2 min 16 s 27 | Bryce Hoppel                                                                   | New Balance Indoor Grand Prix                 | New York        | 13 février 2021 | [ 45 ] |
| 1 500 m          | 3 min 33 min 34 | Bernard Lagat                                                                  |                                               | Fayetteville    | 11 février 2005 |        |
| Mile             | 3 min 50 s 63 | Matthew Centrowitz                                                             | Millrose Games                                | New York        | 20 février 2016 | [ 46 ] |
| 3 000 m          | 7 min 28 s 24 | Yared Nuguse                                                                   | Boston University John Thomas Terrier Classic | Boston          | 27 janvier 2023 | [ 47 ] |
| 5 000 m          | 12 min 51 s 61 | Woody Kincaid                                                                  | Boston University John Thomas Terrier Classic | Boston          | 27 janvier 2023 | [ 47 ] |
| 50 m haies       | 6 s 25 (WR) | Mark McKoy                                                                     |                                               | Kobe            | 5 mars 1986     |        |
| 60 m haies       | 7 s 29 | Grant Holloway                                                                 | Meeting d'athlétisme de Madrid                | Madrid          | 24 février 2021 | [ 48 ] |
| Saut en hauteur  | 2,43 m (WR) | Javier Sotomayor                                                               | Championnats du monde en salle                | Budapest        | 4 mars 1989     |        |
| Saut à la perche | 6,05 m | Chris Nilsen                                                                   | Perche Élite Tour                             | Rouen           | 6 mars 2022     | [ 50 ] |
| Saut en longueur | 8,79 m (WR) | Carl Lewis                                                                     | Millrose Games                                | New York        | 27 janvier 1984 |        |
| Triple saut      | 17,83 m | Aliecer Urrutia                                                                |                                               | Sindelfingen    | 1er mars 1997   |        |
| Lancer du poids  | 22,82 m (WR) | Ryan Crouser                                                                   |                                               | Fayetteville    | 24 janvier 2021 | [ 51 ] |
| Heptathlon       | 6 645 points (WR) | Ashton Eaton                                                                   | Championnats du monde en salle                | Istanbul        | 9-10 mars 2012  |        |
| Heptathlon       | 6 s 79 (60 m), 8,16 m (longueur), 14,56 m (poids), 2,03 m (hauteur), 7 s 68 (60 m haies), 5,20 m (perche), 2 min 32 s 77 (1 000 m) |                                                                                |                                               |                 |                 |        |
| 5 000 m marche   | 18 min 38 s 71 | Ernesto Canto                                                                  | Championnats du monde en salle                | Indianapolis    | 7 mars 1987     |        |
| 4 × 200 m        | 1 min 22 s 71 | États-Unis Thomas Jefferson Raymond Pierre Antonio McKay Kevin Little          |                                               | Glasgow         | 3 mars 1991     |        |
| 4 × 400 m        | 3 min 01 s 39 | États-Unis Texas A&M Ilolo Izu Robert Grant Devin Dixon Mylik Kerley           | Championnats NCAA en salle                    | College Station | 10 mars 2018    |        |
| 4 × 800 m        | 7 min 11 s 30 (WR) | États-Unis HOKA NJ / NY TC Joseph Mcasey Kyle Merber Chris Giesting Jesse Garn | Boston University Last Chance Qualifier       | Boston          | 25 février 2018 | [ 52 ] |

### Femmes
| Discipline       | Performance                                                                                     | Athlète                                                                  | Compétition                                                         | Lieu                   | Date                        | Réf.   |
| ---------------- | ----------------------------------------------------------------------------------------------- | ------------------------------------------------------------------------ | ------------------------------------------------------------------- | ---------------------- | --------------------------- | ------ |
| 50 m             | 6 s 00                                                                                          | Merlene Ottey                                                            |                                                                     | Moscou                 | 4 février 1994              |        |
| 60 m             | 6 s 95                                                                                          | Gail Devers                                                              | Championnats du monde en salle                                      | Toronto                | 12 mars 1993                |        |
| 60 m             | 6 s 95                                                                                          | Marion Jones                                                             |                                                                     | Maebashi               | 7 mars 1998                 |        |
| 200 m            | 21 s 87 (WR)                                                                                    | Merlene Ottey                                                            | Meeting du Pas-de-Calais                                            | Liévin                 | 13 février 1993             |        |
| 400 m            | 50 s 21                                                                                         | Shaunae Miller-Uibo                                                      | New Balance Indoor Grand Prix (Circuit mondial en salle de l'IAAF)  | New York               | 13 février 2021             |        |
| 800 m            | 1 min 58 s 29                                                                                   | Ajeé Wilson                                                              | Millrose Games                                                      | New York               | 8 février 2020              | [ 53 ] |
| 1 000 m          | 2 min 34 s 19                                                                                   | Jennifer Toomey                                                          | Norwich Union Indoor Grand Prix                                     | Birmingham             | 20 février 2004             |        |
| 1 500 m          | 3 min 59 s 98                                                                                   | Regina Jacobs                                                            | Boston Indoor Games                                                 | Boston                 | 1er février 2003            |        |
| Mile             | 4 min 16 s 85                                                                                   | Elinor Purrier                                                           | Millrose Games                                                      | New York               | 8 février 2020              | [ 54 ] |
| 3 000 m          | 8 min 20 s 87                                                                                   | Elle St. Pierre                                                          | Championnats du monde en salle                                      | Glasgow                | 2 mars 2024                 |        |
| 5 000 m          | 14 min 31 s 38                                                                                  | Gabriela Debues-Stafford                                                 | David Hemery Valentine Invitational                                 | Boston                 | 11 février 2022             | [ 55 ] |
| 50 m haies       | 6 s 67                                                                                          | Jackie Joyner-Kersee                                                     |                                                                     | Reno                   | 10 février 1995             |        |
| 50 m haies       | 6 s 67                                                                                          | Michelle Freeman                                                         |                                                                     | Liévin                 | 13 février 2000             |        |
| 60 m haies       | 7 s 70                                                                                          | Sharika Nelvis Kendra Harrison                                           | Championnats des Etats-Unis en salle Championnats du monde en salle | Albuquerque Birmingham | 18 février 2018 3 mars 2018 |        |
| Saut en hauteur  | 2,02 m                                                                                          | Chaunté Lowe                                                             | Championnats des États-Unis en salle                                | Albuquerque            | 26 février 2012             | [ 56 ] |
| Saut à la perche | 5,03 m (WR)                                                                                     | Jennifer Suhr                                                            |                                                                     | Brockport              | 30 janvier 2016             | [ 57 ] |
| Saut en longueur | 7,23 m                                                                                          | Brittney Reese                                                           | Championnats du monde en salle                                      | Istanbul               | 11 mars 2012                | [ 58 ] |
| Triple saut      | 15,05 m                                                                                         | Yargelis Savigne                                                         | Championnats du monde en salle                                      | Valence                | 8 mars 2008                 |        |
| Lancer du poids  | 20,21 m                                                                                         | Michelle Carter                                                          | Championnats du monde en salle                                      | Portland               | 19 mars 2016                |        |
| Pentathlon       | 4 881 points                                                                                    | Brianne Theisen-Eaton                                                    | Championnats du monde en salle                                      | Portland               | 19 mars 2016                | [ 59 ] |
| Pentathlon       | 8 s 04 (60 m haies), 1,85 m (hauteur), 13,70 m (poids), 6,42 m (longueur), 2 min 9 s 99 (800 m) |                                                                          |                                                                     |                        |                             |        |
| 3 000 m marche   | 12 min 20 s 79                                                                                  | Debbi Lawrence                                                           | Championnats du monde en salle                                      | Toronto                | 12 mars 1993                |        |
| 4 × 200 m        | 1 min 32 s 67                                                                                   | États-Unis Kyra Jefferson Deajah Stevens Daina Harper Asha Ruth          |                                                                     | New York               | 27 janvier 2018             |        |
| 4 × 400 m        | 3 min 23 s 85                                                                                   | États-Unis Quanera Hayes Georganne Moline Shakima Wimbley Courtney Okolo | Championnats du monde en salle                                      | Birmingham             | 4 mars 2018                 | [ 60 ] |
| 4 × 800 m        | 8 min 05 s 89                                                                                   | États-Unis Chrishuna Williams Raevyn Rogers Charlene Lipsey Ajeé Wilson  |                                                                     | New York               | 3 février 2018              |        |